# Apama I
Apama I fue la primera esposa de Seleuco I, fundador del Imperio seléucida. Era hija de un noble persa de origen sogdiano, Espitamenes, que luchó contra Alejandro Magno.

## Biografía
El matrimonio tuvo lugar en Susa, en 324 a. C., De esta unión nacieron dos hijas, Apama y Laodicea, y dos hijos, Antíoco I, heredero del trono, y Aqueo.
Apamea se titula reina (basilissa) a partir del momento en que su marido se ciñe la diadema, o sea, hacia 305 a. C. En 298 a. C., Seleuco se casó con Estratónice, prosiguiendo así la tradición real persa y oriental de la poligamia que permite asegurar una descendencia numerosa a la familia real. Entre 298- 293 a. C., Seleuco ofrece su segunda esposa a su hijo Antíoco, mientras Apama pasa a segundo término, pero su posición no está amenazada, ya que es la madre de un heredero varón adulto, Antíoco, nacido en 324 a. C..
Varias ciudades fundadas por Seleuco y Antíoco fueron nombradas según su nombre: Apamea.